# 松井佳寿惠
松井佳寿恵（英語：Doris Okada Matsui，/ˌmætˈsuːi/；日语：／；1944年9月25日—）是日裔美国政治人物，自2005年起為美国众议院议员。她是民主党籍，曾當選加利福尼亚州第五、第六國會選區众议员，現為第七國會選區众议员。

## 外部連結
- Congresswoman Doris Matsui （页面存档备份，存于） official U.S. House website
- Doris Matsui for Congress （页面存档备份，存于） campaign website
- C-SPAN內的頁面（英文）
- 中的“松井佳寿惠”

- 美國國會國家人物傳記大辭典中的傳記
- 由華盛頓郵報維護的投票記錄
- 智慧投票计划中的傳記、投票紀錄及利益集團評級
- 聯邦選舉委員會中的競選財務報告和數據